# オレンジヘラルド
オレンジヘラルド（Orange Herald）はイギリスの核兵器で、1957年5月31日に実験が行われた。当時は水素爆弾だと報じられていたが、実際にはブースト型核分裂兵器であった。